# Léopold Anoul
Léopold „Pol” Anoul (Liège, 1922. augusztus 19. – 1990. február 11.) belga labdarúgócsatár, edző.